# Perpolita
Perpolita is een geslacht van weekdieren uit de  familie van de Gastrodontidae.

## Soorten
- Perpolita binneyana (Morse, 1864)
- Perpolita dalliana (C. T. Simpson in Pilsbry, 1889)
- Perpolita electrina (Gould, 1841)
- Perpolita hammonis (Strøm, 1765) = Ammonshorentje
- Perpolita petronella (L. Pfeiffer, 1853)
- Perpolita suzannae W.L. Pratt, 1978